# Taiwanese bosgems
De Taiwanese bosgems (Capricornis swinhoei) is een holhoornige die endemisch is in Taiwan.
Het torso kan 80 tot 114 centimeter lang worden en 25 tot 35 kilogram wegen. De staart is kort, ongeveer 6,5 cm. De vacht heeft een donkerbruine kleur met gele plekken op de kaak, keel en in de nek. Beide seksen hebben hoorns van ongeveer 10 tot 20 cm.
Ze zijn zeer alert en zijn daarom moeilijk in het wild tegen te komen, maar in het Yushan National Park kan je makkelijk hun uitwerpselen vinden. Bij zonsopgang en zonsondergang kan men ze zien eten bij de rand van het bos. 
Taiwanese bosgemzen kunnen 2 meter hoog springen en 20 km per uur rennen. Ze gebruiken tranen uit een klier onder hun oog om hun territorium af te bakenen. 